# Museo Pablo Casals
El Museo Pablo Casals se encuentra en el Distrito Histórico del Viejo San Juan en San Juan de Puerto Rico. Se ubica en una casa colonial de la Plaza de San José. 
Está dedicado al violonchelista Pau Casals (1876-1973), el cual vivió los últimos 17 años de su vida en esta ciudad, donde terminó su obra maestra, El Pessebre. Consta de la biblioteca y la cintateca del músico, así como su piano, violonchelo y objetos personales. Lo administra la Corporación de las Artes Musicales, que también gestiona el Festival Casals de Puerto Rico.